# シェイ・スウィート
シェイ・スウィート （Shay Sweet, 1978年9月22日 - ）は、アメリカ合衆国のポルノ女優。テキサス州フォートワース出身。1997年にポルノデビュー。